# Gaetano Antonio Pellegrino
Gaetano Antonio Pellegrino (Amorosi, 14 maggio 1952) è un politico italiano.

## Biografia
Esponente del Centro Cristiano Democratico, viene eletto al Senato alle elezioni politiche del 2001 con la Casa delle Libertà nel collegio uninominale di Giugliano in Campania. A Palazzo Madama aderisce al gruppo Unione dei democratici cristiani e dei democratici di centro.
Nel 2005 si candida a sindaco di Bacoli, appoggiato da UDC, Forza Italia, AN e Repubblicani Europei, ottiene il 14,6% e non accede al ballottaggio. Nel 2006 conclude il proprio mandato parlamentare.